# КМ-1М
КМ-1М — катапультируемое кресло разработки ОКБ-155 (в н.в. АО «РСК «МиГ»). Предназначалось для установки на самолётах третьего поколения. Расшифровка аббревиатуры: кресло Микояна первое модернизированное.

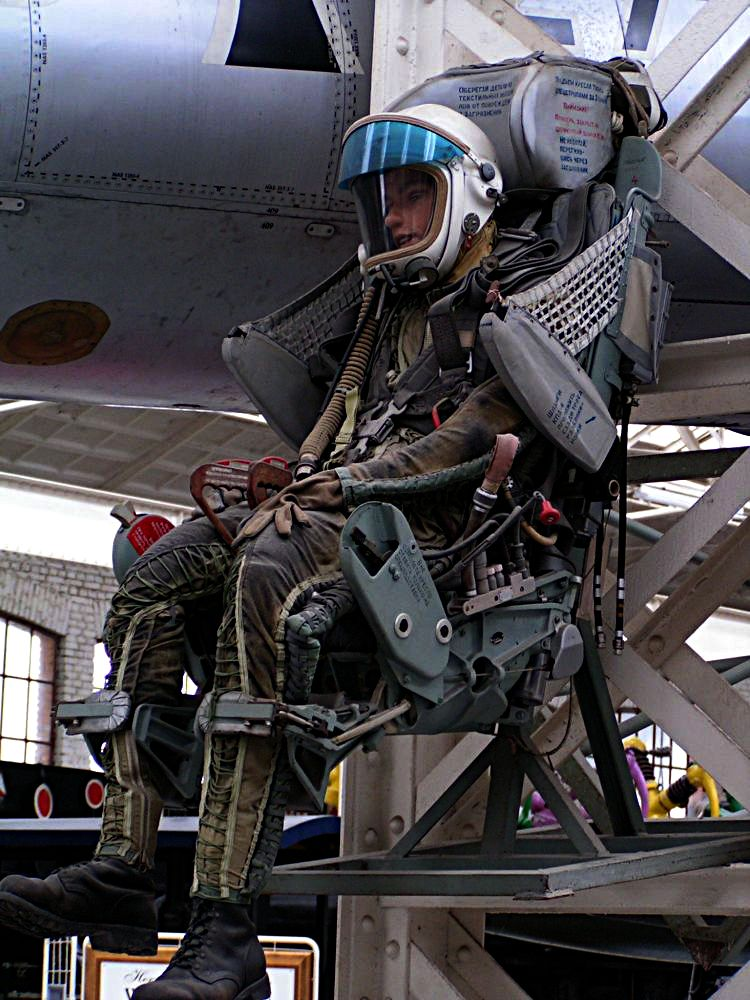
Катапультируемое кресло КМ-1М

## Назначение
Катапультное кресло КМ-1М предназначено для размещения лётчика в кабине самолёта в полёте и для покидания самолёта в аварийной ситуации. Катапультирование лётчика производится вытягиванием рукоятки катапультирования на чашке кресла, после чего все системы спасения работают автоматически вплоть до ввода в действие спасательного парашюта. Безопасное покидание самолёта обеспечивается на высотах до 20 км горизонтального полёта, до индикаторных скоростей 1200 км/ч, а также во время взлёта и посадки при перемещении самолёта со скоростью не менее 140 км/ч.

## Применение
- МиГ-21 (в поздних вариантах)
- МиГ-23
- МиГ-25
- МиГ-27

## Краткое описание конструкции
Кресло включает:
- силовой каркас кресла КСМ-М
- подвесную систему лётчика
- парашютную систему ПС-М, включающую первый стабилизирующий парашют (вращающийся) площадью 0,1 м², второй стабилизирующий парашют (конусный) площадью 2 м², спасательный парашют (круглый) площадью 54 м²
- систему притяга подвесной системы и захвата ног
- систему регулировки чашки кресла под рост лётчика
- комбинированный стреляющий механизм КСМ, включающий:
  - стреляющий механизм первой ступени
  - пороховой ускоритель второй ступени
  - парашютный механизм с пиромеханизмом
  - пиромеханизм аварийного механизма притяга
- систему стабилизации кресла
- систему открытия замков фиксации лётчика
- объединённый разъём коммуникаций ОРК-11А

## Основные ТТХ кресла КМ-1М
- высота подброса кресла (на уровне земли) — 45 м
- начальная скорость катапультирования — 15 м/с
- максимальная перегрузка, действующая на лётчика в направлении «голова-таз» — 20 ед.
- количество применяемых пиропатронов в кресле — 4
- пороховой заряд — 11 шашек
- габариты кресла:
  - высота в рабочем положении — 1182 мм
  - ширина по ограничителям разброса рук — 606 мм
  - максимальный размер вперёд от оси роликов КСМ — 875 мм
- вес кресла 135 кг

## Работа систем кресла при покидании самолёта
Вся автоматика кресла полностью независима от самолётных систем.
При катапультировании лётчик берётся обеими руками за рукоятку катапультирования, сжимает поручни и энергично тянет на себя. При этом срабатывает механизм блокировки катапультирования, который разблокирует дальнейшее движение рукоятки катапультирования при сбросе крышки фонаря.
Вытягивание рукоятки катапультирования последовательно вызывает:
- срабатывание пиропатрона ПК-3М-1 принудительного подтяга лётчика к спинке кресла и выпуска ограничителей разброса рук
- срабатывание пиромеханизма фонаря
- открытие замков откидной части фонаря
- аварийный сброс фонаря
- разблокировку стреляющего механизма
- срабатывание стреляющего механизма

При срабатывании пиропатрона стреляющего механизма ПК-16 происходит перемещение кресла по направляющим рельсам, выдвижение штанги парашютного механизма и выдвижение в поток первого стабилизирующего парашюта.
В момент перемещения кресла по рельсам происходит:
- выдёргивание гибкой шпильки включения парашютного прибора ППК-У-Т277
- разъединение колодок разъёма коммуникаций ОКР-11А и мотора перемещения (регулировки под рост) МП-150Д, и переход летчика на дыхание кислородом от парашютного кислородного прибора, также подаётся электрический сигнал на подрыв блоков системы опознавания
- отсоединение кронштейна включения автомата КПА-4
- фиксация ног лётчика захватами
- воспламенение порохового заряда
- выход кресла из кабины и разворот его в потоке

В зависимости от скорости на момент покидания самолёта, с задержкой от 0 (при скорости менее 500 км/ч) до 1,66 сек срабатывает автомат КПА-4, который отстреливает штангу с первым стабилизирующим парашютом. Отстрел штанги сопровождается: возвратом ограничителей разброса рук в исходное положение, выдёргиванием гибкой шпильки прибора ППК-1М, расчековкой клапанов заголовника и вводом в действие второго стабилизирующего парашюта.
Спуск лётчика в кресле на втором стабилизирующем парашюте происходит до высоты настройки прибора ППК-1М или ППК-У-Т277 (стандартно — 3000 метров). При срабатывании любого из этих приборов происходит:
- открытие захватов ног и отделение рукоятки катапультирования от кресла
- открытие верхнего замка системы фиксации
- открытие поясных замков и освобождение рамки с лётчиком от кресла

Открытие верхнего замка сопровождается:
- откидыванием заголовника и освобождение спинки кресла со спасательным парашютом
- отделением второго стабилизирующего парашюта и вводом в действие спасательного парашюта
- выдёргиванием чеки прибора ППК-У-405А, который срабатывает за заданной высоте с заданной выдержкой

Дублирующим способом ввода в действие спасательного парашюта является вытягивание лётчиком кольца из кармана на подвесной системе. Спасательный парашют, наполняясь, отделяет лётчика от кресла.